# Горбунка
Горбунка — деревня в Вологодском районе Вологодской области.
Входит в состав Кубенского сельского поселения, с точки зрения административно-территориального деления — в Кубенский сельсовет.
Расстояние по автодороге до районного центра Вологды — 36,5 км, до центра муниципального образования Кубенского — 6,5 км. Ближайшие населённые пункты — Мидяново, Братское, Настасьино, Морино, Пазино, Мусино, Потанино, Косая Горка.

## Население
По данным переписи в 2002 году постоянного населения не было. По состоянию на 2016 зарегистрирован в нас. пункте 1 человек.
| 2002 | 2010 |
| ---- | ---- |
| 0    | →0   |